# The Sharpshooter
The Sharpshooter è un cortometraggio muto del 1913 diretto da Charles Giblyn e prodotto da Thomas H. Ince.

## Produzione
Il film fu prodotto dalla Broncho Film Company.

## Distribuzione
Distribuito dalla Mutual Film, il film - un cortometraggio in due bobine - uscì nelle sale cinematografiche statunitensi il 19 febbraio 1913.